# Tabanus chicoi
Tabanus chicoi är en tvåvingeart som beskrevs av João Tendeiro 1965. Tabanus chicoi ingår i släktet Tabanus och familjen bromsar.
Artens utbredningsområde är Guinea-Bissau. Inga underarter finns listade i Catalogue of Life.